# Ferdinand du Bois
Ferdinand Antoine Désiré Joseph Adrien du Bois (Antwerpen, 28 maart 1767 - Wijnegem, 27 juli 1848), ook Ferdinand du Bois de Nevele, was een Zuid-Nederlands orangist en Belgisch katholiek politicus.

## Biografie

### Familie
Ferdinand du Bois was een zoon van Jean-Antoine du Bois, heer van Vroylande, en Dymphone della Faille de Nevele. De familie was in 1672 in de adelstand verheven en in 1816, onder het Verenigd Koninkrijk der Nederlanden, verkreeg Ferdinand, samen met zijn broer Charles du Bois (1757-1828), adelerkenning en opname in de Ridderschap van Antwerpen, en zijn broer in de Ridderschap van Oost-Vlaanderen. In 1845 verkreeg hij ook nog een erfelijke baronstitel.
Hij trouwde in 1788 in Antwerpen met Régine Wellens (1768-1841). Ze kregen vijf zoons en vijf dochters.
- Henriette du Bois (1793-1881), trouwde in 1813 in Antwerpen met Louis de Vinck (1784-1858), gedeputeerde van Antwerpen en gouverneur ad interim van Antwerpen. Ze kregen twee zoons, onder wie baron Jules de Vinck, met afstammelingen tot heden.
- Julie du Bois (1794-1864), trouwde in 1820 in Antwerpen met baron Edouard Cogels (1793-1868), bankier, volksvertegenwoordiger en senator. Ze kregen een zoon en een dochter, met afstammelingen tot heden.
- Ferdinand Philippe du Bois de Nevele (1795-1862), burgemeester van Edegem, provincieraadslid van Antwerpen en senator, trouwde in 1818 in Antwerpen met gravin Olympe d'Oultremont de Wégimont (1798-1844), kleindochter van Jean d'Oultremont en zus van graaf Émile d'Oultremont, lid van het Nationaal Congres, senator en diplomaat. Ze kregen drie zoons en vier dochters, onder wie graaf Adolphe du Bois d'Aische, met afstammelingen tot heden.
- Louis du Bois (1800-1868), trouwde in 1822 in Antwerpen met Nathalie de Caters (1802-1871), dochter van Willem de Caters, lid van de Tweede Kamer der Staten-Generaal, lid van de Gedeputeerde Staten van Antwerpen en burgemeester van Antwerpen. Ze kregen een zoon en twee dochters, onder wie Charles du Bois de Vroylande, met afstammelingen tot heden.
- Rosalie du Bois (1802-1835), trouwde in 1827 in Antwerpen met Emmanuel Bosschaert (1785-1838). Ze kregen een zoon, met afstammelingen tot heden.
- Albertine du Bois (1803-1891), trouwde in 1827 in Antwerpen met Edouard Moretus Plantin (1804-1880), provincieraadslid van Antwerpen. Ze kregen twee zoons en drie dochters, met afstammelingen tot heden.
- Hyacinthe du Bois (1807-1854), trouwde in 1830 in Antwerpen met Joséphine van der Aa de Randerode (1804-1866), dochter van Jean-Baptiste van der Aa de Randerode. Ze kregen een dochter, met afstammelingen tot heden. Ze waren de schoonouders van baron Charles de Gruben.
- Josèphe du Bois (1807-1878), trouwde in 1862 in Antwerpen met baron Florentin de Borrekens (1796-1878). Ze kregen drie zoons, met afstammelingen tot heden.

Hij was een schoonbroer van Jacob Cornelissen de Weynsbroeck, burgemeester van Antwerpen, en graaf Jean de Baillet, burgemeester van Antwerpen.

### Loopbaan
Bij de oprichting van het Verenigd Koninkrijk der Nederlanden behoorde du Bois in 1815 tot de commissie die de nieuwe grondwet moest voorbereiden en nadien werd hij lid van de Raad van State.
In 1830 werd hij verkozen in het Nationaal Congres voor het arrondissement Antwerpen. Zoals de meeste Antwerpse vertegenwoordigers stemde hij tegen de eeuwigdurende uitsluiting van de Nassaus. Hij werd dan ook als een orangist beschouwd. Voor het overige werd hij onder de katholieke vertegenwoordigers gerangschikt. Hij bracht zijn stem uit voor Leopold van Saksen-Coburg. In 1831 werd hij tot senator verkozen en bleef dit tot in 1839.